# Tiny Sandford

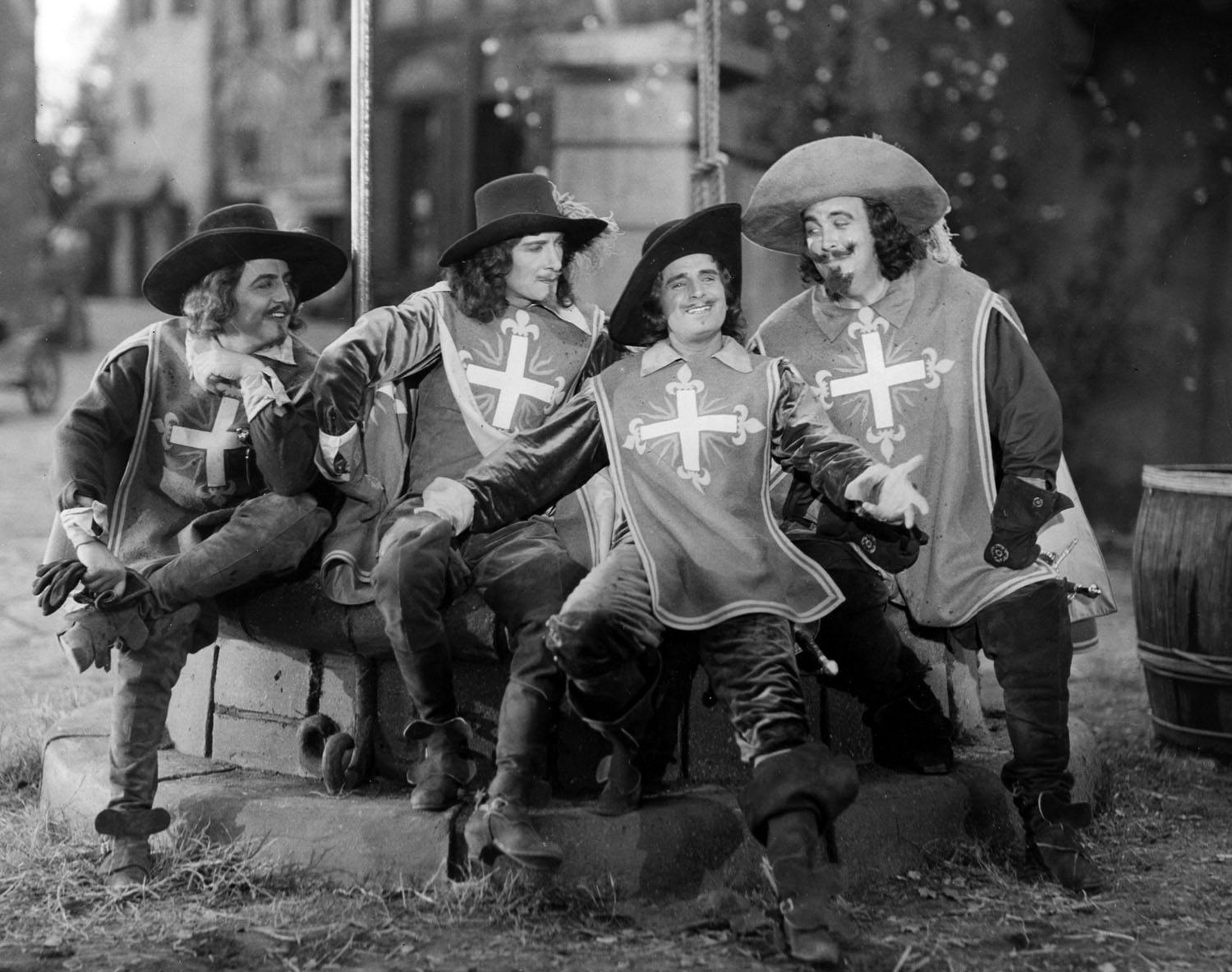
De izq. a der.: Gino Corrado, Léon Bary, Douglas Fairbanks y Tiny Sandford] en La máscara de hierro (1929)

Tiny Sandford (26 de febrero de 1894 - 29 de octubre de 1961) fue un actor cinematográfico de nacionalidad estadounidense, cuya carrera transcurrió en gran parte en la época del cine mudo. Alto y robusto, es sobre todo recordado por sus papeles en filmes de Stan Laurel y Oliver Hardy, y de Charlie Chaplin. Usualmente encarnó a malvados cómicos y a policías, porteros, boxeadores y matones.

## Biografía
Nacido en Osage, Iowa, su nombre completo era Stanley J. Sandford. Tras trabajar en teatro de repertorio, empezó a actuar en el cine hacia el año 1910. Actuó en La quimera del oro, con Charlie Chaplin. Otras películas de Chaplin en las que actuó fueron El circo (1928) y Tiempos modernos (1936). 
Entre sus producciones con Laurel y Hardy figuran Big Business (1929),  Double Whoopee (1929), The Chimp (1932), y Our Relations (1936). En el film The Warrior's Husband fue un torpe y cobarde Hércules. Sandford también actuó en Way Out West, pero su secuencia fue cortada en el montaje final.
Además, actuó en dramas como The World's Champion (1922) y La máscara de hierro (1929).
Se retiró de la interpretación en 1940, año en el que tuvo un pequeño papel en la película de Charlie Chaplin El gran dictador. Tiny Sandford falleció en Los Ángeles, California, el 29 de octubre de 1961. Fue enterrado en el Chapel Of The Pines Crematory, en Los Ángeles. 

## Selección de su filmografía
- 1916 El conde, de Charles Chaplin
- 1917 The Immigrant, de Charles Chaplin
- 1917 The Adventurer, de Charles Chaplin
- 1925 Plain and Fancy Girls de Leo McCarey
- 1925 La quimera del oro, de Charles Chaplin
- 1926 Baby Clothes, de Robert F. McGowan
- 1926 Shivering Spooks, de Robert F. McGowan
- 1926 Crazy Like a Fox, de Leo McCarey
- 1926 Should Husbands Pay?, de F. Richard Jones y Stan Laurel
- 1926 The Cruise of the Jasper B, de James W. Horne
- 1926 45 minutes from Hollywood, de Fred Guiol
- 1927 Love My Dog, de Robert F. McGowan
- 1927 Paid to Love, de Howard Hawks
- 1927 The Sting of Stings, de James Parrott
- 1927 Sailors Beware!, de Fred Guiol
- 1927 The Second Hundred Years, de Fred Guiol
- 1927 Flaming Fathers, de Stan Laurel y Leo McCarey
- 1928 Playin' Hookey, de Robert A. McGowan
- 1928 El circo, de Charles Chaplin
- 1928 Leave 'Em Laughing, de Clyde Bruckman
- 1928 Flying Elephants, de Frank Butler
- 1928 The Family Group, de Fred Guiol y Leo McCarey
- 1928 From Soup to Nuts, de Edgar Kennedy
- 1928 Their Purple Moment, de James Parrott
- 1928 Should Women Drive? de Leo McCarey
- 1929 La máscara de hierro, de Allan Dwan
- 1929 Big Business, de James W. Horne
- 1929 The Far Call, de Allan Dwan
- 1929 Movie Night, de Lewis R. Foster
- 1929 Double Whoopee, de Lewis R. Foster
- 1929 The Hoose-Gow, de James Parrott
- 1929 Purely Circumstantial de Lupino Lane
- 1930 Noche de duendes
- 1930 Blotto, de James Parrott
- 1930 Puttin' on the Ritz, de Edward Sloman
- 1930 Below Zero, de James Parrott
- 1930 Tiembla y titubea, de James Parrott
- 1930 Fifty Million Husbands, de James W. Horne y Edgar Kennedy
- 1930 Doughboys, de Edward Sedgwick
- 1930 The Laurel-Hardy Murder Case, de James Parrott
- 1931 Fighting Caravans, de Otto Brower y David Burton
- 1931 Pardon Us, de James Parrott
- 1931 Come Clean, de James W. Horne
- 1931 Beau Hunks, de James W. Horne
- 1932 Seal Skins, de Morey Lightfoot y Gilbert Pratt
- 1932 Polly of the Circus, de Alfred Santell
- 1932 Spirit of the West, de Otto Brower
- 1932 This Is the Night, de Frank Tuttle
- 1932 The Silver Lining, de Alan Crosland
- 1932 The Chimp, de James Parrott
- 1932 The Purchase Price, de William A. Wellman
- 1932 The Thirteenth Guest, de Albert Ray
- 1933 The Devil's Brother, de Hal Roach y Charley Rogers
- 1933 A Shriek in the Night, de Albert Ray
- 1933 The Midnight Patrol, de Lloyd French
- 1933 Busy Bodies, de Lloyd French
- 1933 La reina Cristina de Suecia, de Rouben Mamoulian
- 1934 I'll Take Vanilla, de Eddie Dunn
- 1934 Another Wild Idea, de Charley Chase y Eddie Dunn
- 1934 Going Bye-Bye!, de Charley Rogers
- 1934 You Said a Hatful!
- 1934 Babes in Toyland, de Gus Meins y Charley Rogers
- 1935 The Timid Young Man, de Mack Sennett
- 1936 Tiempos modernos, de Charles Chaplin
- 1936 High Beer Pressure, de Leslie Goodwins
- 1936 Show Boat, de James Whale
- 1936 Our Relations, de Harry Lachman
- 1938 The Devil's Party, de Ray McCarey
- 1938 A Clean Sweep, de Charles E. Roberts
- 1940 Florian, de Edwin L. Marin
- 1940 El gran dictador, de Charles Chaplin
- 1940 Trailer Tragedy, de Harry D'Arcy